# نازلی‌جان پارلاک
نازلی‌جان پارلاک (انگلیسی: Nazlıcan Parlak؛ زادهٔ ۲۷ مهٔ ۱۹۹۳) بازیکن فوتبال اهل ترکیه است.
وی همچنین در تیم ملی فوتبال Azerbaijan بازی کرده‌است.